# Ахмед Діні Ахмед
Ахмед Діні Ахмед (араб. أحمد ديني أحمد; 1932 — 12 вересня 2004) — джибутійський політик, глава уряду країни з липня 1977 до лютого 1978 року.

## Життєпис
Походив з народності афар, народився на півночі сучасної Джибуті. Після здобуття незалежності Ахмед очолив уряд, а також міністерство міського й регіонального розвитку.
Очолював Народний фронт під час збройної боротьби проти уряду, що почалась 1991 року. 1994 його партія розпалась, тоді Ахмед був змушений укласти з урядом мир, утім він продовжував очолювати радикальну фракцію, присягнувши продовжувати боротьбу. Ахмед був змушений виїхати до Ємену. Після підписання мирної угоди з урядом 2000 року Ахмед Діні повернувся на батьківщину, що означало завершення його 9-річного вигнання.
На парламентських виборах 2003 року був першим у списку кандидатів від опозиційної коаліції, проте коаліція не здобула у законодавчому органі жодного місця.
Помер 12 вересня 2004 року у французькому військовому шпиталі у Джибуті.